# Fårup (Randers Kommune)
 For alternative betydninger, se Fårup. (Se også artikler, som begynder med Fårup)
Fårup er en stationsby i Østjylland med 1.037 indbyggere  (2025), beliggende 9 km nordøst for Hammershøj, 17 km sydvest for Mariager, 14 km sydøst for Hobro og 16 km nordvest for Randers. Byen hører til Randers Kommune og ligger i Region Midtjylland. I 1970-2006 var Fårup kommunesæde for Purhus Kommune.
Fårup hører til Fårup Sogn. Fårup Kirke ligger i den sydøstlige bydel Gammel Fårup, som er den oprindelige landsby.

## Faciliteter
- Fårup Skole og Børneby består af en børnehave med 28 børn, en SFO med 40 indmeldte børn og en skole med 181 elever i år 2020, fordelt på 0.-9. klassetrin. Der er 29 ansatte, heraf 19 lærere og 6 pædagoger. Skolen blev opført i 1959, og der er siden bygget til syv gange.
- Purhus Hallen benyttes af Fårup-Sønderbæk IF til bl.a. håndbold, gymnastik, badminton og indefodbold. Der er motionscenter og cafeteria. Hallen kan lejes til messer, opvisninger og fester.
- Fårup Ældrecenter er bygget i 1957 og udbygget og moderniseret gennem årene. Det består nu af 13 plejeboliger. I tilknytning hertil er der 13 ældreboliger med mulighed for kald.[2]
- Byen har købmandsforretning, pizzeria samt lægehus. Tidligere har byen også haft brugsforening og et bageri, der lukkede i 2005.
- Byen ligger tæt ved frakørsel 38 Purhus på E45 og har busforbindelse til Randers og Hobro med rute 230.

## Historie

### Stationsbyen
Den østjyske længdebanes strækning mellem Randers og Aalborg over Hobro blev indviet i 1869. Den fik station på bar mark 1 km nordvest for landbsbyen Fårup, i dag kendt som Gammel Fårup. Det høje målebordsblad fra 1800-tallet viser ved stationen kun et teglværk, en mølle (Filemølle) og en enkelt gård.
I 1901 beskrives Fårup således: "Faarup med Kirke, Skole, Læge- og Dyrlægebolig, Mølle, Købmandshdl., Teglv., Gæstgiveri, Jærnbane-, Telegraf- og Telefonst. samt Postekspedition;" Der var ikke præstegård, for præsten boede i Asferg, som Fårup Sogn var anneks til og dannede sognekommune sammen med indtil 1970.
Fårup Kro blev indviet i 1864 og eksisterede frem til 2020, hvor bygningen brændte.
Andelsmejeriet "Central" blev opført i 1920.
Fårup Station blev jernbaneknudepunkt, da Mariager-Fårup-Viborg Jernbane blev indviet i 1927. Det lave målebordsblad, som er tegnet efter indvielsen af Mariagerbanen, viser et forsamlingshus i landsbyen og en lille bebyggelse samt kro og telefoncentral i Fårup Stationsby. Stationsbyen og kirkelandsbyen voksede først sammen efter 2. Verdenskrig. I 1960'erne og 1970'erne voksede parcelhusområdet nordøst for banen kraftigt.
Jernbanestrækningen til Viborg blev nedlagt i 1965, godstrafikken først året efter. Strækningen til Mariager blev nedlagt i 1966, men her fortsatte godstrafikken helt til 1985, og skinnerne ligger der endnu. De bliver brugt af Mariager-Handest Veteranjernbane, der blev indviet i 1970.
Fårup Station blev nedlagt i 1973. Da Herman Bang skrev romanen Ved Vejen, lod han sig inspirere af byen og dens indbyggere, bl.a. stationsforstanderen.

## Betonfabrikken
Fårup Betonindustri A/S er etableret i 1959. Fabrikken har 90 medarbejdere og er i dag 100 % ordreproducerende. Den er familieejet og ledes af tredje generation.